# Zielina
Zielina (dodatkowa nazwa w j. niem. Zellin) – wieś w Polsce, położona w województwie opolskim, w powiecie krapkowickim, w gminie Strzeleczki. Historycznie leży na Górnym Śląsku, na ziemi prudnickiej.
W latach 1945–1954 miejscowość należała do gminy Strzeleczki w powiecie prudnickim. W latach 1975–1998 miejscowość należała administracyjnie do ówczesnego województwa opolskiego.

## Nazwa
12 listopada 1946 r. nadano miejscowości, wówczas administracyjnie należącej do powiatu prudnickiego, polską nazwę Zielina.

## Historia
Pierwsze pisane wzmianki o wsi pochodzą z XVIII wieku. Początkowo stanowiła przysiółek pobliskiej wsi Kujawy.

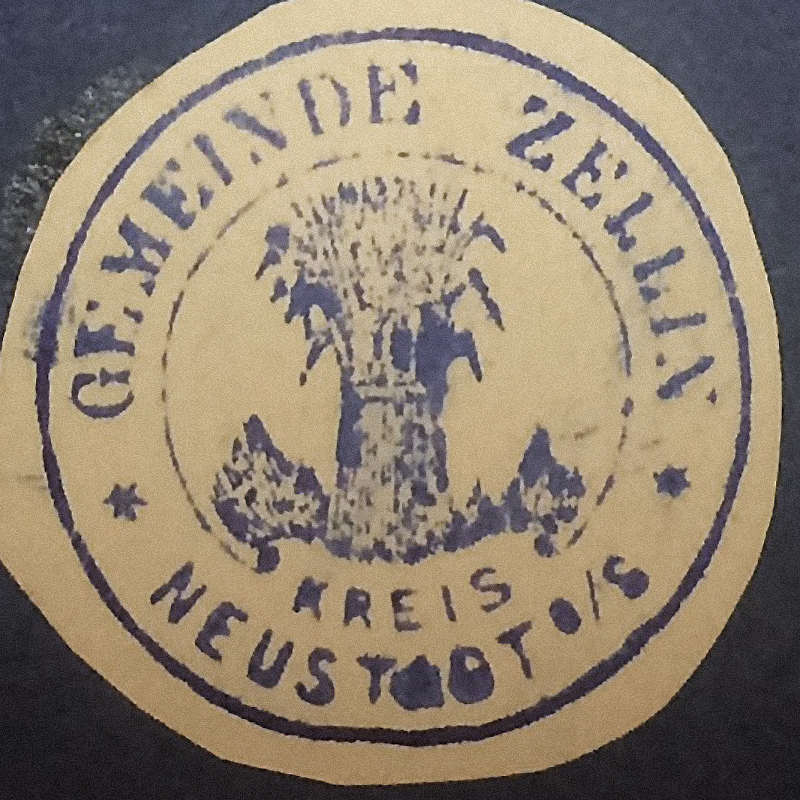
Pieczęć Zieliny (1911)

Do 1742 wieś należała do powiatu sądowego głogóweckiego w Monarchii Habsburgów. Po I wojnie śląskiej znalazła się w granicach Królestwa Prus i weszła w skład powiatu prudnickiego w prowincji Śląsk. Wieś posiadała swoją własną pieczęć, która przedstawiała w polu snop zboża, a w otoku napis: GEMEINDE ZELLIN / KREIS NEUSTADT O/S (pol. Gmina Zielina / Powiat Prudnicki, Górny Śląsk). W latach 80. XVIII wieku właścicielem wsi był hrabia Schaffgotsch.

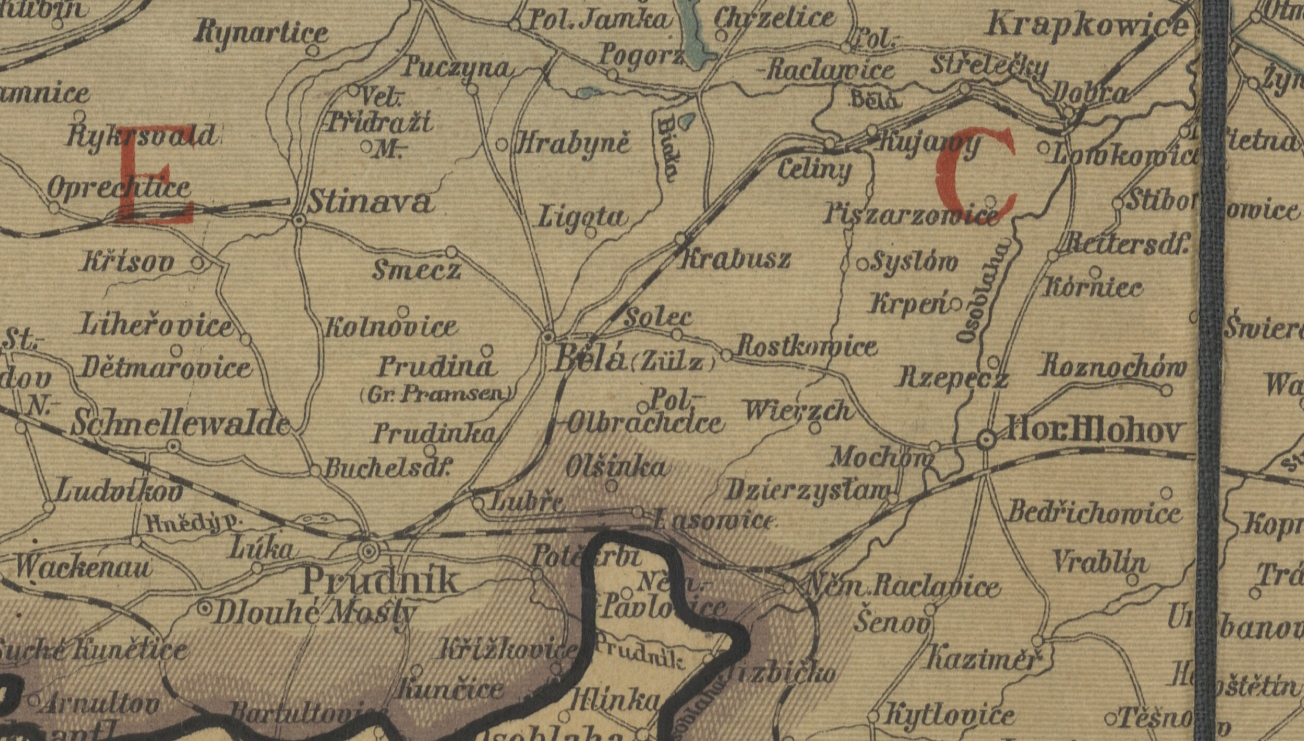
Zielina (Celiny) wśród miejscowości ziemi prudnickiej na czeskiej mapie z 1922

W 1909 założono w Zielinie jednostkę ochotniczej straży pożarnej. Według spisu ludności z 1 grudnia 1910, na 663 mieszkańców Zieliny 276 posługiwało się językiem niemieckim, 373 językiem polskim, a 14 było dwujęzycznych. W 1921 w zasięgu plebiscytu na Górnym Śląsku znalazła się tylko część powiatu prudnickiego. Zielina znalazła się po stronie wschodniej, w obszarze objętym plebiscytem, w obwodzie nr 9 powiatu prudnickiego. 27 lutego 1921 w Zielinie odbył się polski wiec. Po stronie polskiej w III powstaniu śląskim, w 3. kompanii prudnickiej służyli mieszkańcy Zieliny. W latach 30. XX wieku dobra w Zielinie należały do Clausa-Huberta von Tiele-Wincklera.
Po II wojnie światowej, od marca do maja 1945 powiat prudnicki znajdował się pod kontrolą radzieckiej komendantury wojskowej. 11 maja 1945 polska administracja przejęła władzę cywilną w powiecie prudnickim. Mieszkańcom Zieliny, posługującym się dialektem śląskim bądź znającym język polski, pozwolono pozostać we wsi po otrzymaniu polskiego obywatelstwa.
Do 1956 roku Zielina należała do powiatu prudnickiego. W związku z reformą administracyjną, w 1956 Zielina została odłączona od powiatu prudnickiego i przyłączona do nowo utworzonego krapkowickiego.
W 1948 w Zielinie funkcjonował jeden z trzech w powiecie prudnickim ośrodków zdrowia. Wieś była siedzibą jednego z rejonów Ubezpieczalni Społecznej w Prudniku. W 1950 dyrektorstwo szpitala w Prudniku utworzyło izbę porodową w Zielinie. 15 października 2006 oddano do użytku nową remizę ochotniczej straży pożarnej.

## Mieszkańcy

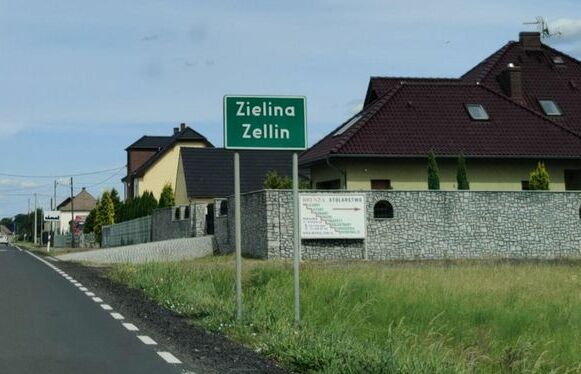
Tablica z podwójną nazwą przed wjazdem do Zieliny od strony Prudnika

Miejscowość zamieszkiwana jest przez mniejszość niemiecką oraz Ślązaków. Mieszkańcy wsi posługują się gwarą prudnicką, będącą odmianą dialektu śląskiego. Należą do podgrupy gwarowej nazywanej Podlesioki.

### Liczba mieszkańców wsi
- 1871 – 541[21]
- 1885 – 574[22]
- 1905 – 654[23]
- 1910 – 663[9]
- 1933 – 885[24]
- 1939 – 1448[24]
- 1966 – 728[25]
- 1998 – 651[26]
- 2002 – 695[26]
- 2009 – 670[26]
- 2010 – 654[27]
- 2011 – 645[26]
- 2021 – 547[26]

## Transport

### Transport drogowy

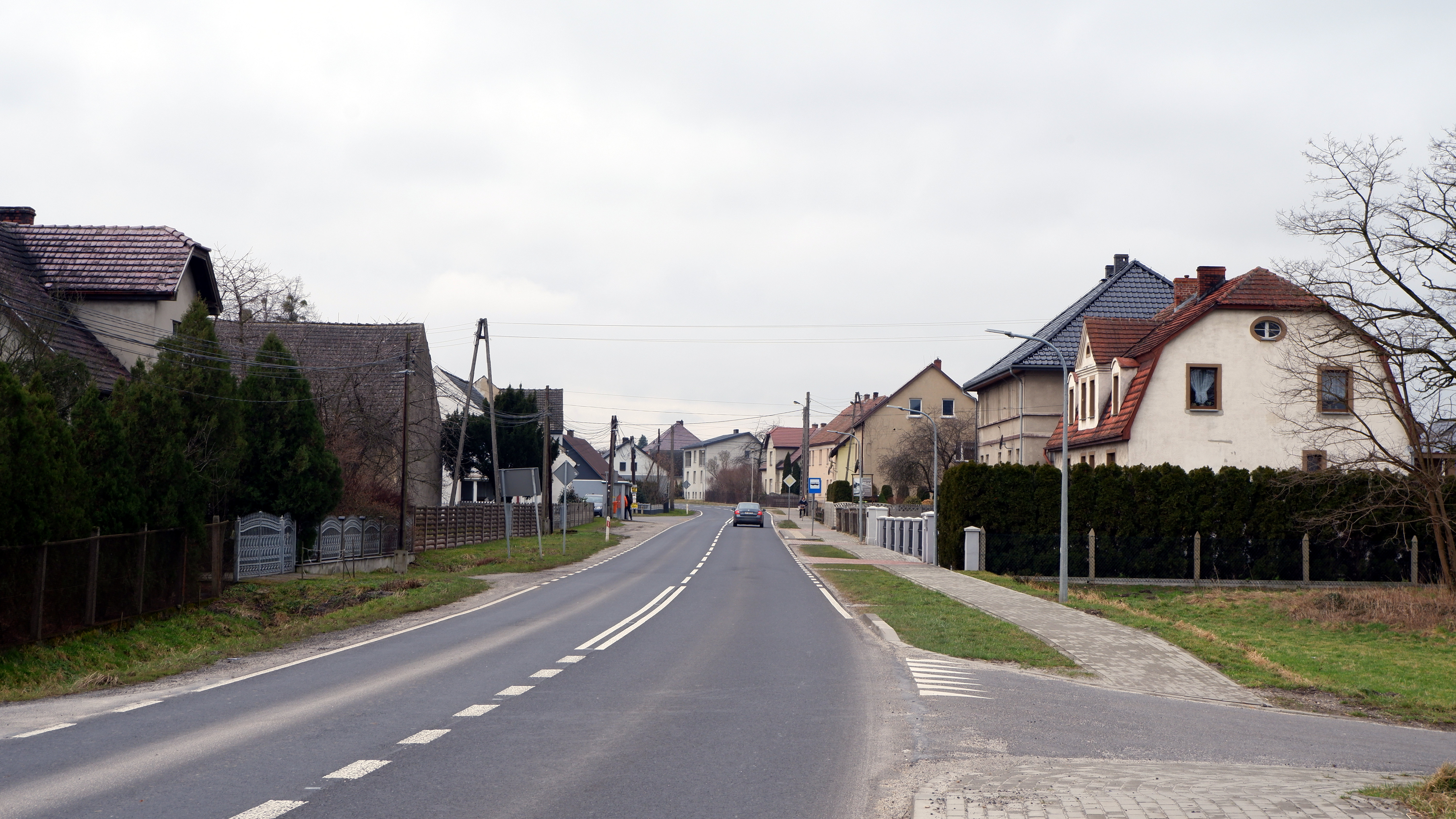
Ulica Prudnicka (DW409)

Przez Zielinę przebiega droga wojewódzka:
- 409 Dębina – Strzelce Opolskie

Zielina posiada połączenia autobusowe z Moszną, Opolem, Prudnikiem, Strzeleczkami, Krapkowicami.

### Transport kolejowy
W rejonie miejscowości przebiega linia kolejowa nr 306, łącząca Prudnik z Krapkowicami przez Białą i Strzeleczki. Najbliższa czynna stacja kolejowa znajduje się w Prudniku. Na bocznicy między składem militarnym w lesie koło Strzeleczek a Prudnikiem odbywa się wojskowy ruch transportowy.

### Transport rowerowy
W 2020 ukończono budowę ścieżki rowerowej z Prudnika do Mosznej, przedłużonej w 2021 do Zieliny. Ścieżka długości ponad 20 km zaczyna się w Prudniku przy rondzie im. Stanisława Szozdy i prowadzi wzdłuż dróg wojewódzkich nr 414 i 409 przez Lubrzę, Dobroszewice, Białą, Krobusz, Dębinę i Moszną, kończąc się w Zielinie.

## Turystyka
Oddział PTTK „Sudetów Wschodnich” w Prudniku ustanowił turystyczną Odznakę Krajoznawczą Ziemi Prudnickiej, którą zdobywa się poprzez zwiedzenie odpowiedniej liczby obiektów w miejscowościach położonych na ziemi prudnickiej, w tym w Zielinie.
12 lipca 2010, w ramach organizowanego w Prudniku VI Europejskiego Tygodnia Turystyki Rowerowej, w którym wzięli udział rowerzyści z całej Europy, przez Zielinę prowadziła trasa „Szlakiem Pielgrzyma”.

## Bezpieczeństwo
W zakresie ochrony przeciwpożarowej oraz innych miejscowych zagrożeń w Zielinie działa jednostka Ochotniczej Straży Pożarnej, zrzeszona w Związku Ochotniczych Straży Pożarnych RP w Strzeleczkach. Do 1998 bezpieczeństwo pożarowe w Zielinie było nadzorowane przez Komendę Rejonową PSP w Prudniku.
Miejscowość jest pod opieką dzielnicowego rejonu służbowego nr 8 Komendy Powiatowej Policji w Krapkowicach.
Teren wsi, jak i całej gminy Strzeleczki, położony jest w strefie nadgranicznej w związku z czym Straż Graniczna dysponuje, na tym obszarze, specjalnymi kompetencjami w zakresie bezpieczeństwa. Gminę Strzeleczki obejmuje zasięgiem służbowym placówka Straży Granicznej w Opolu ze Śląskiego Oddziału SG.

## Ludzie związani z Zieliną
- Helmut Foreiter (1958–2008) – piłkarz, urodzony w Zielinie